# Ruth Dreifuss
Ruth Dreifuss (9 de Janeiro de 1940) foi uma política da Suíça.
Ela foi eleita para o Conselho Federal suíço em 10 de Março de 1993 e terminou o mandato a 31 de Dezembro de 2002.
Ruth Dreifuss foi Presidente da Confederação suíça em 1999.

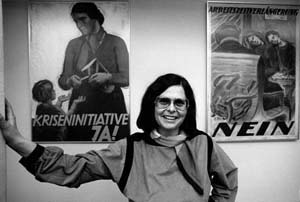
1988